# Grupo R
El Grupo R (Grup R en catalán) fue un movimiento arquitectónico desarrollado en Cataluña en los años 1950. Surgió como reacción a la arquitectura de corte académico monumentalista desarrollada en los años de la posguerra española, con la voluntad de entroncar con la actividad desarrollada antes de la Guerra Civil por el GATCPAC, primer movimiento arquitectónico de vanguardia desarrollado en España, de inspiración racionalista.

## Definición
El Grupo R mantuvo sus actividades desde 1951 hasta 1961. Entre sus miembros figuraban arquitectos ya consagrados, como José Antonio Coderch, Josep Maria Sostres, Antoni de Moragas, Josep Pratmarsó, Francisco Juan Barba Corsini, Joaquim Gili y Manuel Valls, y jóvenes arquitectos que entonces despuntaban, como Oriol Bohigas, Josep Martorell y Manuel Ribas Piera.
Estilísticamente, el grupo se nutrió tanto del racionalismo y las corrientes de vanguardia internacionales, como de diversos estilos practicados anteriormente en Cataluña, como el modernismo y el novecentismo, con un especial énfasis en el carácter mediterráneo de la arquitectura popular catalana. De la arquitectura contemporánea practicada a nivel internacional sienten admiración por el Neoliberty y el contextualismo italiano, así como por el neoempirismo nórdico. Se consideran a sí mismos «postfuncionalistas», es decir, pretenden entroncar con el funcionalismo racionalista.
Además de la obra arquitectónica desarrollada por sus miembros, el Grupo R organizó exposiciones, conferencias y concursos de proyectos para los estudiantes de la Escuela Técnica Superior de Arquitectura de Barcelona. Colaboró con el sacerdote e historiador Juan Ferrando Roig en la organización, en 1963, de un congreso titulado «Conversaciones de Arquitectura Religiosa». También tuvo contactos con otras disciplinas artísticas, especialmente con el grupo Dau al Set. El espíritu renovador y moderno del Grupo R tuvo continuidad en la denominada Escuela de Barcelona, que estará a la vanguardia de la arquitectura catalana durante los años 1960 y 1970.

## Obra
Uno de los principales miembros del grupo fue José Antonio Coderch, arquitecto de renombre internacional. Inició sus actividades como arquitecto municipal de Sitges, pasando en los años 1950 al sector privado, realizando una serie de edificios de viviendas de corte popular pero con una gran voluntad moderna y renovadora, de formas simples y curvilíneas, similar a la desarrollada por arquitectos como Alvar Aalto, Oscar Niemeyer y Richard Neutra. Entre sus obras destacan la Casa Ugalde (Caldetes, 1951-1952) y las viviendas sociales de La Barceloneta (1951-1955).
Otras obras destacadas fueron: el Hotel Park (1950-1954) y el Cine Fémina (1950-1952), de Antoni de Moragas; el edificio de viviendas de la calle Pallars (1955-1960), de Oriol Bohigas y Josep Martorell; la sede de la Editorial Gustavo Gili (1954-1961), de Joaquim Gili y Francesc Bassó; las Casas Agustí (1953-1955) y Moratiel (1956-1957), de Josep Maria Sostres.